# Могилёвское гетто
Могилёвское гетто — еврейское гетто, существовавшее с 13 августа 1941 по 1943 год как место принудительного переселения евреев города Могилёва и близлежащих населённых пунктов в процессе преследования и уничтожения евреев во время оккупации территории Белоруссии войсками нацистской Германии в период Второй мировой войны.
В соответствии с переписью населения 1939 года, в Могилёве насчитывалось 19 715 евреев — 19,83 % от общего числа жителей.

## Оккупация Могилёва
Немалое количество евреев города успело эвакуироваться до оккупации города, а часть мужчин-евреев призвали в ряды Красной армии. Точная численность евреев, остававшихся в Могилеве к приходу немцев, не установлена.
26 июля 1941 года Могилев был захвачен, и оккупация продлилась 2 года 11 месяцев — до 28 июня 1944 года. Власть делили между собой местная комендатура (Ortskommandantur I/292 майор Кранц) и полевая комендатура (Feldskommandantur 191 полковник Ячвиц) при главенстве последней. В дальнейшем их заменили Ortskommandantur I/843 − 1942—1943 гг., Ortskommandantur I/906 — 1943 год и Feldskommandantur 813 — апрель 1942—1943 гг. В Могилеве находились резиденция главы СС и полиции зоны «Россия-Центр» обергруппенфюрера СС Эриха фон Бах-Зелевского и штаб тыла группы армий «Центр», который возглавлял генерал Макс фон Шенкендорф.

## Перед созданием гетто
С началом оккупации в рамках нацистской программы уничтожения евреев были сразу введены дискриминационные меры в отношении еврейского населения Могилёва. Был введён комендантский час, запрещавший появление на улице после 17.00 и евреи были обязаны носить спереди и сзади на одежде шестиконечные нашивки желтого цвета. Евреям запрещалось ходить по тротуарам и их принуждали к тяжелому физическому труду. Местному населению не разрешалось контактировать с евреями, особенно продавать им продукты питания.
Крупным мероприятием, проведенным гитлеровцами в начале августа 1941 года в Могилёве, стала регистрация населения. К активному участию в этом принуждали юденрат — насильственно созданный «еврейский комитет». Перепись евреев в Могилёве проводили председатель и три члена еврейского комитета, зарегистрировавшие 6437 человек. В справке, поданной бургомистром Могилёва Фелициным оккупационным властям, говорится, что регистрация евреев города производилась юденратом с 8 по 28 августа 1941 года. Это число евреев не отражает реальную ситуацию, так как во время обороны Могилёва немецкая авиация многократно бомбила город, и многие евреи, спасаясь, покинули свои жилища. Кроме того, часть еврейского населения Могилёва пряталась, не желая добровольно показываться нацистам.

## Создание гетто

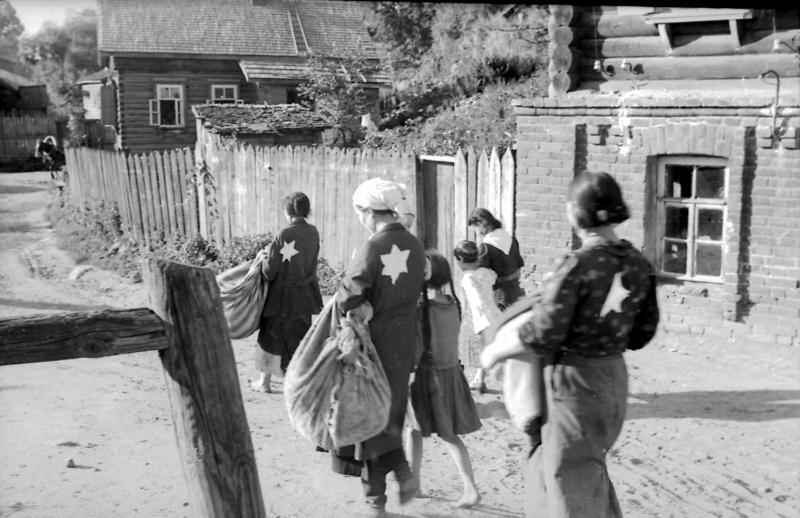
Выселение могилёвских евреев в гетто в июле 1941 года

В первые же дни оккупации немцы приступили к поиску евреев «первой категории» — к ним гитлеровцы причисляли людей, способных возглавить сопротивление или стать активными участниками антифашистской борьбы, а потому их уничтожали сразу. Так, в августе 1941 года айнзатцкомандой 8 (командир доктор Брадфиш) были убиты 80 евреев. Среди них были, например, партийные работники Астров и Хавкин, директор предприятия Розенберг.
Ко второй категории относилась основная масса еврейского населения, подлежавшая на первом этапе изоляции. 13 августа 1941 года появилось объявление, подписанное руководителем городской управы Фелициным: «По распоряжению господина коменданта города Могилева все лица еврейской национальности обоего пола обязаны в течение 24 часов покинуть пределы города и переселиться в полосу ГЭТТО. Лица, не выполнившие указанное распоряжение в указанный срок, будут полицией выселены насильно, имущество этих лиц будет конфисковано».
Евреев Могилёва согнали в гетто на улице Гражданской, в городском квартале Подниколье. Кроме того, там также находились евреи из Воротынщины и Княжиц.
В сентябре 1941 года гетто перенесли на набережную реки Дубровенка в границах от Быховского рынка до улицы Виленской (ныне Лазаренко). Территорию для гетто выбирал бургомистр Фелицин. Вероятно, переселение в этот район производилось до 30 сентября 1941 года. Ответственность за исполнение распоряжения по концентрации евреев в изолированном месте оккупанты возложили на юденрат: «За своевременное проведение переселения еврейского населения всецело отвечает еврейский комитет. Невыполнение настоящего распоряжения будет строго наказано». Оккупанты приказали еврейскому комитету покрыть расходы по переселению в гетто в сумме «50000 рублей в течение 24-х часов». Нацисты также доставили в гетто 108 евреев из Сельца, загнав их в несколько домов на улице Виленской.
Территория охранялась жандармерией и белорусскими полицаями. «Закрытым» Могилевское гетто должно было стать также усилиями его узников: «Еврейское местожительство (ГЭТТО) после окончательного переселения должно быть огорожено (временно проволокой), а потом, силами еврейского населения, под руководством Гор. Управления должно быть обнесено деревянным забором». За пределы гетто выходить запрещалось: «У ворот в ГЭТТО должна быть прикреплена запретная надпись: „Еврейское местожительство. Вход не еврейским жителям запрещен“». Могилёвское гетто, таким образом, было так называемого «закрытого типа».
После переселения в гетто юденрат обязывался нацистами в три дня передать городской управе информацию о покинутом еврейском жилье, находящемся вне территории места изоляции.
По некоторым сведениям, кроме гетто в Подниколье, а затем на Дубровенке, существовало ещё место концентрации евреев, находившееся на огороженном участке поля возле нынешней гостиницы «Могилёв». Его следует классифицировать как некий сборный пункт жертв перед расстрелом. Более длительный период заточения связан с заводом имени Димитрова («Строммашина»).
Юденрату Могилевского гетто оккупационные власти позволили набрать в «еврейскую полицию» не более 15 человек. «Все принадлежащие еврейской службе порядка евреи должны носить нарукавник с надписью „Еврейская служба порядка гор. Могилева“ и порядковый номер».

## Условия в гетто
Режим принудительного содержания в гетто был чрезвычайно жестокий. В каждый из домов гетто на Дубровенке загоняли по 40-60 человек. Продуктами питания не обеспечивали. Всех трудоспособных узников отправляли на тяжелую физическую работу.

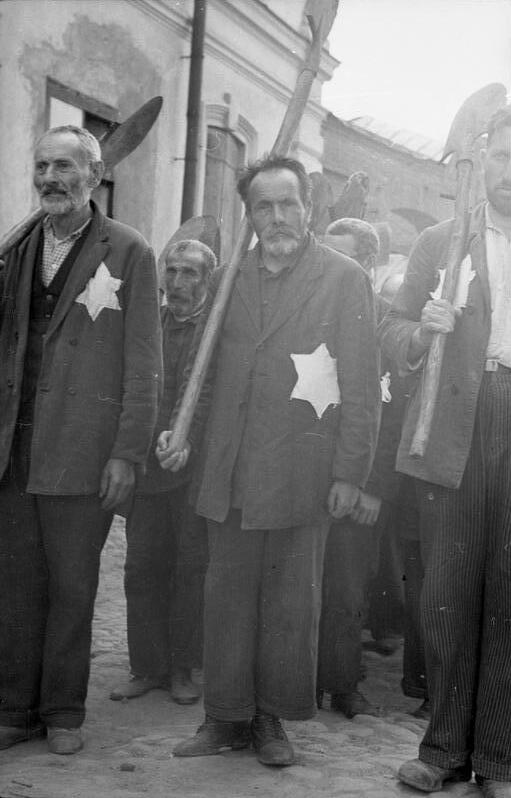
Евреи Могилёвского гетто перед отправкой на принудительные работы в июле 1941 года

Оккупанты преследовали также цель унизить и оскорбить национальные чувства узников Могилевского гетто. Молодых евреев постоянно избивали, а над стариками издевались, отрезая бороды и усы.
Не прекращаясь шли расстрелы. По обвинению в «дерзком поведении» казнили 337 евреек. Двух евреев убили за то, что они не носили желтые нашивки, ещё двоих казнили как агентов НКВД, троих расстреляли после обнаружения у них взрывчатых веществ, четверых — за отказ работать, восьмерых евреев убили за «подстрекательство и пропаганду».

## Уничтожение гетто

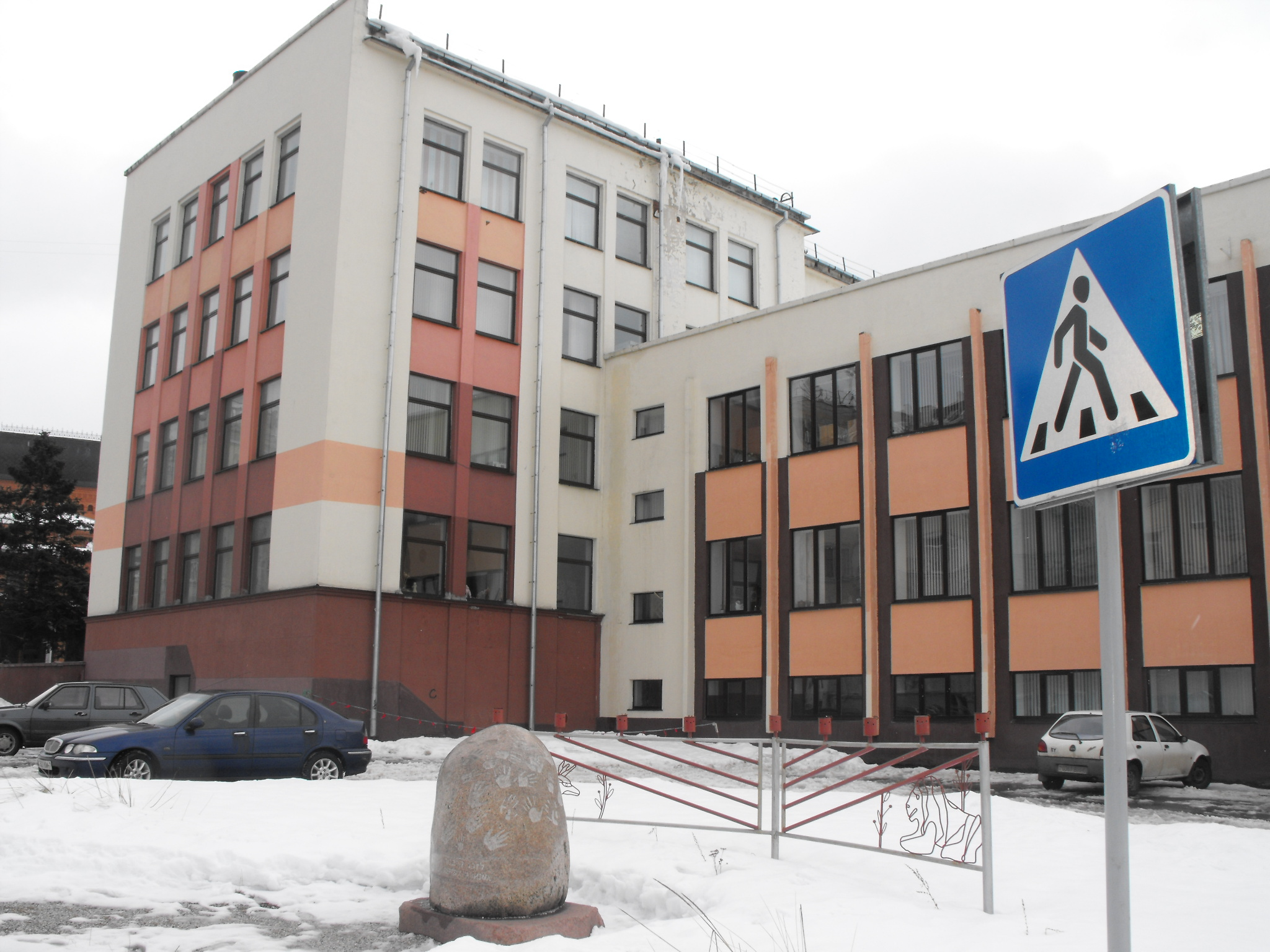
Мемориальный камень «В память о евреях Могилева — жертвах нацизма» на улице Лазаренко

Уже заточение в гетто сопровождалось убийствами евреев. Людей расстреливали прямо во дворах собственных домов. «В Могилеве евреи тоже пытались саботировать переселение в гетто. 113 евреев было ликвидировано».
В октябре 1941 оккупанты провели две «акции» (таким эвфемизмом гитлеровцы называли организованные ими массовые убийства) по уничтожению гетто на Дубровенке. Первое массовое убийство произошло 2-3 октября 1941 года. Палачами евреев были айнзатцкоманда 8, 316-й и 322-й полицейские батальоны, а также 51-й украинский охранный батальон и полицейский отряд «Вальденбург», которые убили 2273 еврея — 65 из них убили прямо в гетто 2 октября 1941 года, остальных 2208 человек сначала загнали на завод имени Димитрова, а затем расстреляли 3 октября 1941 года на еврейском Машековском кладбище.
Вторая «акция» была проведена 19 октября 1941 года. В ней участвовали айнзатцкоманда 8, 316-й полицейский и 51-й украинский охранный батальоны. Расстрел 3726 евреев производился предположительно у деревни Казимировка и Новопашково. Уничтожение узников гетто в обоих случаях происходило примерно по сходному сценарию: «Осенью 1941 года. Когда уже было очень холодно, в гетто приехали немцы на многих машинах, стали выгонять евреев из домов и грузить в автомашины. В гетто поднялся крик, шум, плач. Тех, кто не мог идти, расстреливали на месте. Я это видела своими глазами. Все машины были покрыты брезентом».
Примерно в августе 1941 года (зимой 1942) были расстреляны примерно 4800 евреев у деревни Полыковичи, в километре от шоссе Могилёв-Орша. Там находился ров-овраг естественного происхождения, в котором нацисты и полицаи несколько дней убивали евреев и туда же скидывали тела узников гетто, привезенные из города "душегубками".
В Могилёве для умерщвления жертв нацисты применяли специально оборудованные автомобили, получившие название «душегубки», где использовался газ «Циклон Б». Орудие смерти выглядело как большой трехосный газогенераторный автомобиль темного цвета. Людей убивали посредством ввода газов в герметично закрытый кузов. Ликвидация гетто на Дубровенке повлекла за собой грабёж оставшегося еврейского имущества, опустевшие дома в гетто прочёсывались в поисках драгоценностей, добротной одежды и предметов обихода.
Уничтожение гетто на Дубровенке завершает условно датируемый первый период истории Холокоста в Могилёве. Второй период связан в большей степени с евреями, отнесенными к «третьей категории» — специалисты-ремесленники, в которых нуждались нацисты, а потому их убивали в последнюю очередь. Сапожники, шорники, слесари, кузнецы, столяры, портные, жестянщики, кожевники, стекольщики и маляры стали узниками лагеря принудительного труда на территории завода имени Димитрова («Строммашина»). Примерно 1000 — 1500 евреев загнали сюда в конце сентября 1941 года. В начале своего существования лагерь, вероятно, заполнялся только евреями и представлял собой вариант трудового гетто закрытого типа, потому как охранялся, и выход из него воспрещался. Согласно свидетельству Наймарк Л. М., после ликвидации гетто на Дубровенке в лагерь на заводе Димитрова привозили немалое количество евреев и здесь же убивали. Труд евреев-узников лагеря применялся на тяжелых физических работах — как связанных с их специальностью, так и не имевших отношения к ней. К примеру, еврейских рабочих использовали при захоронении умерщвленных газом осенью 1941 года 1200 больных из Могилёвской межобластной психолечебницы.
Евреи-специалисты работали в лагере в созданных мастерских: сапожной, портняжной, слесарной, мыловаренной, а также в кузнице и бригаде «Циммерляйтер». Обитателей лагеря принудительного труда кормили плохо. Утром выдавали 150—200 граммов эрзац-хлеба, а вечером суп, куда, обычно, добавляли мясо издохших лошадей, убитых собак или кошек. Каждое воскресенье немцы проводили чистку, отбирая в так называемую «гимель-команду» — что фактически означало смерть. Недостаток питания и репрессивные меры в лагере приводили к тому, что ежедневно умирало 15-20 узников. Известен случай эпидемии тифа, явившийся следствием скученности и отсутствия санитарных условий. Тела умерших зарывали в двух ямах — там же, где и расстреливали.
После визита Гиммлера 23 октября 1941 года лагерь был расширен. В декабре 1941 года гитлеровцы расстреляли 180 евреев-узников, обвиненных в «подстрекательской деятельности». Примерно в то же время на окраине Могилёва во время облавы схватили 135 евреев без шестигранных нашивок и удостоверений личности и убили.
Приблизительно 400 евреев привезли из Слонима в лагерь 26 мая 1942 года. По версии немецкого ученого Кристиана Герлаха, в 1942 году (дата не известна) уничтожено за одну «акцию» 4000 евреев-узников лагеря.
По сведениям партизанской разведки, к сентябрю 1943 года в лагере на заводе имени Димитрова оставалось 500 человек, из них 276 евреев, отправленных в дальнейшем в Минск, а затем в Майданек.
Вслед за евреями немцы принялись за евреев из смешанных семей, которых разыскивали и также убивали. Так расстреляли детей Сипаковой Ф. Д., муж которой был евреем. Та же судьба постигла четверых детей семьи Коноховых, убитых вместе с отцом. Количество детей от смешанных браков, уничтоженных нацистами в Могилеве, не известно.
Осенью 1943 года для сокрытия следов преступлений немцы извлекли останки погибших из могил у деревень Полыковичи, Новопашково, Казимировка и сожгли.
Общую цифру потерь называет Акт Чрезвычайной Государственной комиссии от 8 октября 1944 года, равную 10 000 евреев. Однако, в указанном документе ничего не сказано о расстрелах в лагере на заводе Димитрова. Примерное число погибших евреев в Могилёве составляет 12 000.

## Еврейское сопротивление в Могилёве
Еврейское население Могилева сопротивлялось оккупационной политике гитлеровцев. Небольшая часть евреев, узнав о переселении в гетто, успела покинуть город. Нацистами задерживалось немало евреев, скрывавшихся на территории города. Так, оккупанты казнили К. Орлова, Н. Станилова и супругов Альтер за то, что они скрывались за пределами гетто. В октябре 1941 года было схвачено и помещено в арестный дом при управлении службы порядка Могилева 437 евреев, в ноябре 1941 года — 28, в декабре 1941 года — 45 и т. д..
Евреи принимали участие и в антифашистской борьбе. В состав подпольной группы из 54 человек (руководитель — лейтенант Моксеев) входило 22 еврея. Подпольщики занимались разведкой с целью сбора информации. В Могилеве на подпольной работе находилась С. Э. Файнцайг, которая в 1941 году под именем М. Г. Леоновой была внедрена в немецкий госпиталь, где занималась разведывательной деятельностью до осени 1943 года.
В лагере принудительного труда действовало подпольная организация, состоявшая, в основном, из евреев, во главе с Краскиным (Арончиком) Е. А. и Розиным С. Г. После установления контактов с могилевским подпольным комитетом (Евтихов М. М.), организация занималась подготовкой побегов с последующей переправкой к партизанам. Всего из лагеря бежало 73 узника.

## Случаи спасения и «Праведники народов мира»
Число спасшихся евреев невелико. Семен Аронов остался жив лишь благодаря тому, что ему не сделали обрезание. Он скитался весь период оккупации. Геня Дымент повела себя решительно, обратившись за помощью к бургомистру Могилева Фелицину. Тот выдал ей документ, удостоверяющий то, что она русская — это позволило ей уйти к партизанам и спасти сестер Марию и Соню. Вступили в ряды партизан Наймарк Любовь, Альтшулер Вениамин (бригада № 200), Глазшнейдер Яков и Кацман Михаил (бригада «Вперед», отряд Макагонова), Глайхенгауз Иосиф (бригада «Беларусь»), Лившиц Лиза с сыном Абрамом (отряд № 106), Лисичкин Михаил (бригада им. Ворошилова, отряд № 4), Мазин Михаил (1-я Гомельская бригада, отряд им. Калинина), Мархасин Абрам (бригада № 200), Розман Григорий и Хомелянский Семен (8-я Рогачевская бригада, отряд № 255), Трахтенберг Лиза с сыном Львом (отряд № 106). Погибли в бою Аронов Абрам (бригада № 47 «Победа»), Сакин Арон (бригада № 121).

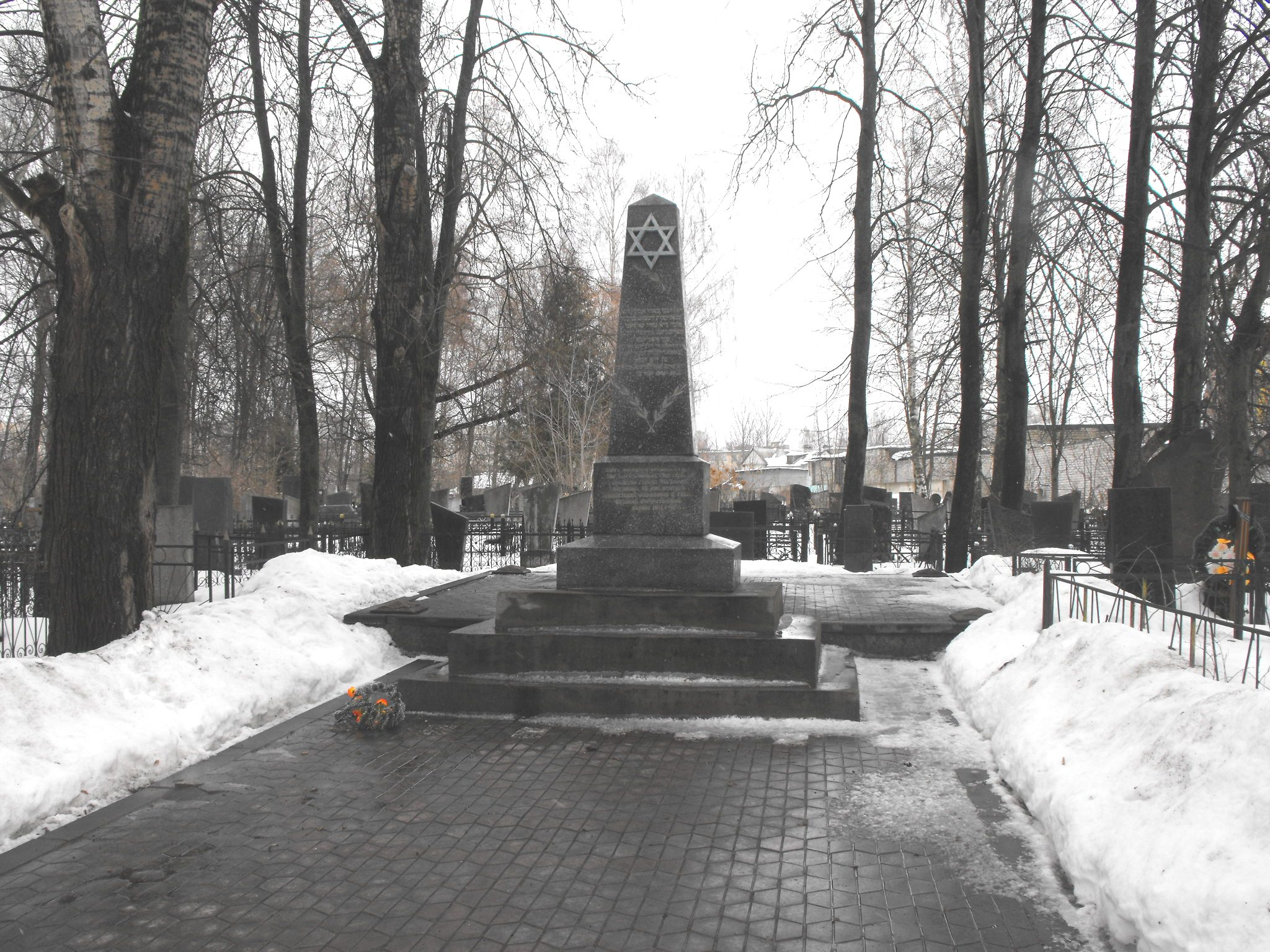
Памятник убитым узникам на Машековском еврейском кладбище

В Могилёве 9 человек были удостоены почетного звания «Праведник народов мира» от израильского мемориального института «Яд Вашем» «в знак глубочайшей признательности за помощь, оказанную еврейскому народу в годы Второй мировой войны»:
- Шереметьевы Сергей, Зинаида и Владимир — за спасение Пивоварова Зелика[46];
- Кошняков Степан — за спасение Фурман (Веротинской) Маргариты[47];
- Курбанова (Павлинкович) Надежда — за спасение Цирюльниковой Любы[48];
- Титовы Ксения, Евгения и Мария — за спасение Мысова Александра[49];
- Пренз (Каранчук) Людмила — за спасение Леиной (Полнер) Анны[50].

## Память
Большинство мест захоронений евреев Могилёва, убитых во времена Катастрофы, обозначены. На памятнике, возведенном на Машековском еврейском кладбище, говорится о более чем 2000 погибших «советских гражданах» без упоминания национальности. У деревень Казимировка, Новопашково, Полыковичи поочередно расстреливали евреев, белорусов, военнопленных. Возле названных населенных пунктов не обозначены еврейские могилы, так как они не определены, и установлены общие памятники «советским гражданам». На территории завода имени Димитрова (Строммашина) не обозначены места захоронения и нет обелиска. На стене заводского корпуса, возведенного на двух ямах с убитыми, была установлена мемориальная плита, ныне снятая.
12 ноября 2008 года возле областной филармонии на месте гетто был открыт памятный знак «В память о евреях Могилева — жертвах нацизма».
Опубликованы неполные списки убитых в Могилёве евреев.